# Juan Andrea Doria

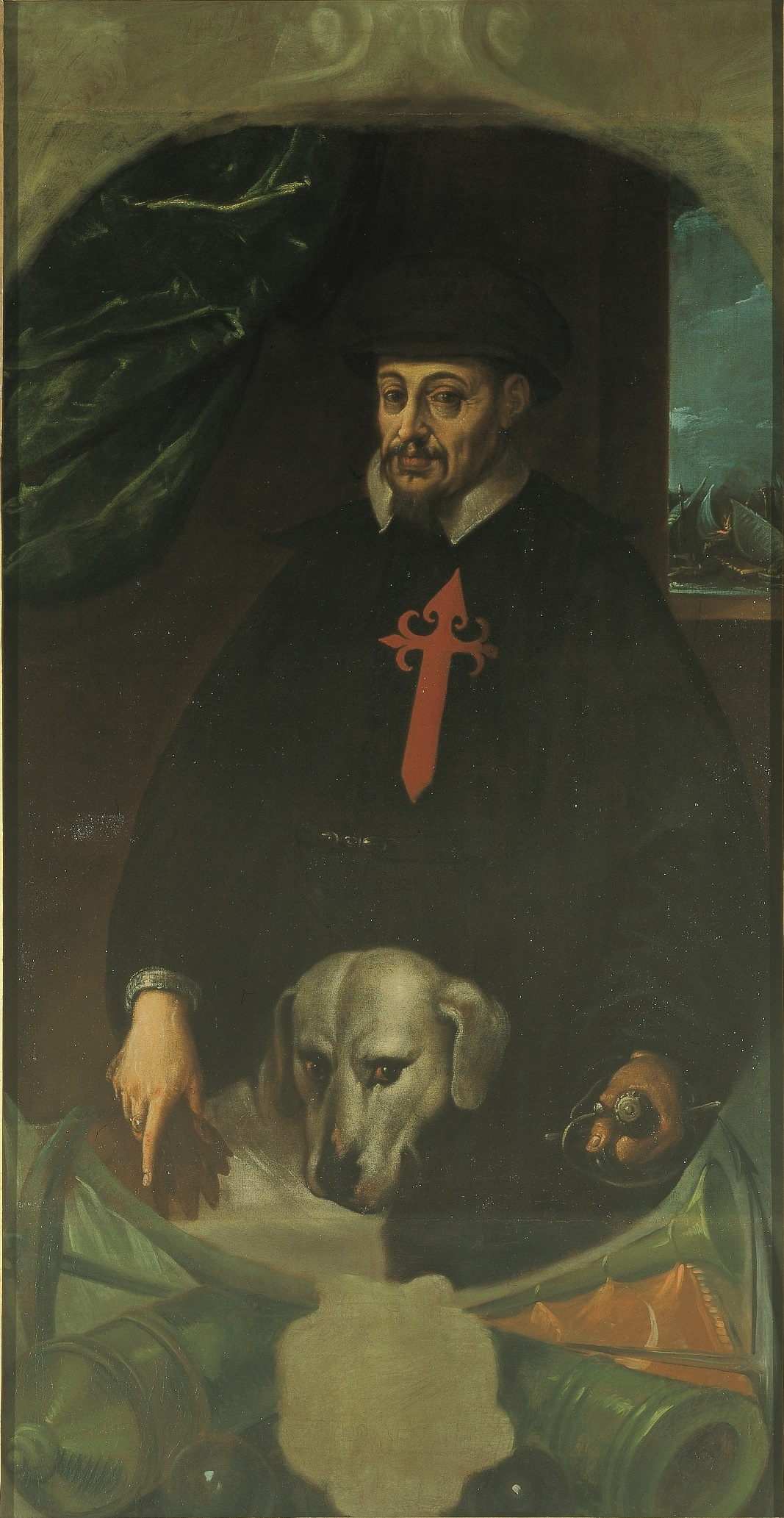
Giovanni Andrea Doria

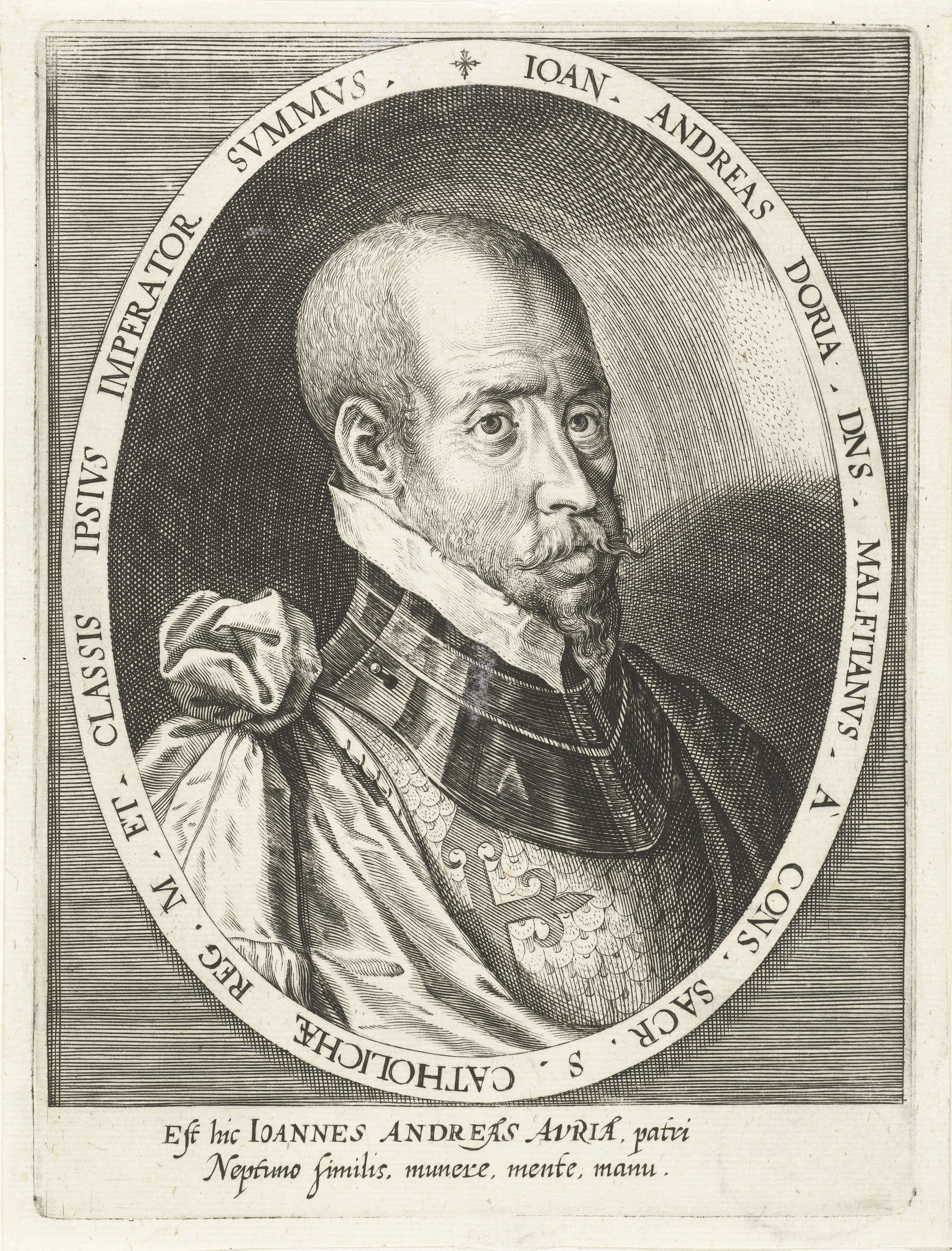
Giovanni Andrea Doria

Juan Andrea Doria (en italiano: Giovanni Andrea Doria, también conocido como Gianandrea Doria; 1539–1606) fue un almirante genovés, sobrino carnal e hijo adoptivo de Andrea Doria. Fue marqués de Tursi y VI príncipe de Melfi (ambos títulos heredados de su relación y su tío).

## Biografía
Era el hijo de Giannettino Doria, y el padre del cardenal Giovanni Doria. Se convirtió en el almirante de la flota genovesa con tan sólo 17 años en 1556, pero tan adelantada carrera no comenzó con buen pie, perdiendo una flotilla de galeras contra los arrecifes de Córcega a causa de una tormenta. Años después, ayudó a transportar los tercios del Duque de Alba durante la guerra italiana de 1551-1559, a cuyo término se le conferiría el mando de una flota cristiana combinada de la Liga Santa para una proyectada conquista de Túnez. Sin embargo, aunque contaba con el consejo y la ayuda de su tío Andrea, la expedición fracasó por una combinación de mala preparación, una inoportuna enfermedad grave de Juan Andrea en ruta a África y unos procederes cuestionables por parte de él y sus capitanes. La resultante batalla de Djerba de 1560 fue ganada por el imperio otomano bajo el mando de Piyale Pasha, y días después falleció el viejo Andrea Doria.
Carente de patrono, y desposeído del favor de los grandes a causa de sus fracasos, Juan Andrea ya no volvió a ocupar puestos tan elevados, que él mismo terminaría por reconocer inadecuados para la juventud e inexperiencia que padecía. El joven genovés, siempre más cómodo en la política y el comercio que en el campo de batalla, se centró entonces reorganizar los asuntos comerciales de Génova mientras comenzaba de nuevo con su carrera en la corte.
En 1564 participó en la conquista del Peñón de Vélez de la Gomera, y lo mismo hizo el año siguiente en el Gran Sitio de Malta. La gran oportunidad le llegó seis años después durante la batalla de Lepanto, aunque sin embargo, al nombrarle Felipe II tercero al mando oficial de la nueva Liga Santa, compartiendo el mando con Juan de Austria, Luis de Requesens y Álvaro de Bazán. Aunque Juan Andrea se desempeñó de una manera característicamente poco dotada, teniendo fricciones con el representante papal Marco Antonio Colonna y causando una brecha durante la batalla que Bazán tuvo que arreglar, la batalla en sí fue una enorme victoria. Más tarde el Vaticano conseguiría que Juan Andrea fuese sustituido al mando por su pariente Antonio Doria, con quien mantenía una importante enemistad.
En 1575, el enfrentamiento entre Juan Andrea y Antonio, representativo del propio faccionalismo de Génova, le obligó a exiliarse de la república a Nápoles, y se previo incluso una guerra civil para impedir que los sectores francófilos tomasen el poder. Juan Andrea y Juan de Austria habían preparado cada uno una flota con la que irrumpir en Génova, pero se pudo hallar una solución negociada a los problemas de la república, que continuó en la órbita española. Esto coincidió con un notable ascenso de su importancia en la corte imperial, y en 1582 llegó a ser nombrado capitán de la mar, el propio puesto desempeñado antaño por Juan de Austria y otros superiores. Sin embargo, la próxima batalla bajo su mando, en 1591 contra una flotilla de naos inglesas comandadas por Robert Bradhsaw, supondría un nuevo tropiezo, ya que Doria trató de capturarlas con sus galeras diplomáticas y fue repelido tras un duro combate.
Sumando que el panorama mediterráneo había cambiado demasiado con la victoria de Lepanto, Doria ya no encontraría oportunidades allí, llegando a solicitar la baja en 1594. Recibió por entonces el puesto de comendador de la Orden de Santiago.
A la muerte del rey, Doria continuó con su papel en la corte de Felipe III. En 1600 ayudó a la expulsión de Génova del francófilo Goffredo Lomellini, y al año siguiente organizó bajo los auspicios del Duque de Lerma un intento de conquistar el centro de piratería berberisca de Argel, para lo que contó con 70 galeras y 10.000 hombres, pero debió abortar el plan después de que un temporal obligase a la flota a regresar a puerto. Murió pocos años después, consecuencia de una mala salud recurrente, aunque dejó a sus herederos una impresionante riqueza conseguida durante su carrera. Se le erigió una estatua en Génova al estilo de la de su tío Andrea.

## Matrimonio e hijos
Se casó en 1558 con Zenobia del Carretto (1540-1590) y tuvo a:
- Vittoria Doria (1569-1618), casada con Ferrante II Gonzaga, duque de Guastalla, y tuvo descendencia.
- Andrea II Doria (1570-1629), III príncipe de Melfi, casado con Giovanna Colonna, y tuvo descendencia.
- Artemisa Doria (1574-1644), casada con Carlos Francisco de Borja y Fernández de Velasco, VII duque de Gandía, y tuvo descendencia.
- Carlo Doria (1576-1650), duque de Tursi, casado con Placidia Spinola, y tuvo descendencia.